# Squinzano
Squinzano là một đô thị và thị xã của Ý. Đô thị này thuộc tỉnh Lecce trong vùng Apulia. Squinzano có diện tích km2, dân số theo ước tính năm 2005 của Viện thống kê quốc gia Ý là 15.067 người. 
Các đơn vị dân cư:
Đô thị Squinzano giáp với các đô thị: